# Фредеріка (Делавер)
Фредеріка (англ. Frederica) — місто (англ. town) в окрузі Кент штату Делавер США. Населення — 1073 особи (2020).

## Географія
Фредеріка розташована за координатами 39°0′29″ пн. ш. 75°27′57″ зх. д. / 39.00806° пн. ш. 75.46583° зх. д. (39.008063, -75.465919).  За даними Бюро перепису населення США в 2010 році місто мало площу 4,98 км², уся площа — суходіл. В 2017 році площа становила 4,51 км², уся площа — суходіл.

### Клімат
| Клімат : Фредеріка           | Клімат : Фредеріка | Клімат : Фредеріка | Клімат : Фредеріка | Клімат : Фредеріка | Клімат : Фредеріка | Клімат : Фредеріка | Клімат : Фредеріка | Клімат : Фредеріка | Клімат : Фредеріка | Клімат : Фредеріка | Клімат : Фредеріка | Клімат : Фредеріка | Клімат : Фредеріка |
| Показник                     | Січ.               | Лют.               | Бер.               | Квіт.              | Трав.              | Черв.              | Лип.               | Серп.              | Вер.               | Жовт.              | Лист.              | Груд.              | Рік                |
| Абсолютний максимум, °C      | 24,4               | 25,6               | 28,9               | 35,0               | 35,6               | 38,9               | 39,4               | 39,4               | 37,2               | 32,8               | 30,0               | 24,4               | 39,4               |
| Середній максимум, °C        | 6,1                | 7,2                | 12,2               | 17,8               | 22,8               | 27,8               | 30,6               | 29,4               | 25,6               | 20,0               | 14,4               | 8,9                | 18,6               |
| Середній мінімум, °C         | −4,4               | −3,9               | 0,6                | 5,6                | 11,1               | 16,7               | 19,4               | 18,3               | 13,9               | 7,8                | 2,2                | −1,7               | 7,2                |
| Абсолютний мінімум, °C       | −21,7              | −20                | −15,6              | −6,7               | −1,1               | 4,4                | 8,3                | 6,1                | 1,1                | −7,2               | −10,6              | −16,7              | −21,7              |
| Норма опадів, мм             | 104                | 84                 | 115                | 89                 | 102                | 84                 | 94                 | 117                | 104                | 88                 | 84                 | 91                 | 1156               |
| ---------------------------- | ------------------ | ------------------ | ------------------ | ------------------ | ------------------ | ------------------ | ------------------ | ------------------ | ------------------ | ------------------ | ------------------ | ------------------ | ------------------ |
| Джерело: The Weather Channel |                    |                    |                    |                    |                    |                    |                    |                    |                    |                    |                    |                    |                    |

## Демографія
Згідно з переписом 2010 року, у місті мешкали 774 особи в 282 домогосподарствах у складі 203 родин. Густота населення становила 155 осіб/км².  Було 321 помешкання (64/км²).
Расовий склад населення:
| - 68,0 % — білих - 19,4 % — чорних або афроамериканців - 0,9 % — азіатів - 0,1 % — вихідців з тихоокеанських островів - 6,5 % — осіб інших рас |

До двох чи більше рас належало 5,2 %. Частка іспаномовних становила 12,7 % від усіх жителів.
За віковим діапазоном населення розподілялося таким чином: 27,3 % — особи молодші 18 років, 62,9 % — особи у віці 18—64 років, 9,8 % — особи у віці 65 років та старші. Медіана віку мешканця становила 35,1 року. На 100 осіб жіночої статі у місті припадало 93,0 чоловіків;  на 100 жінок у віці від 18 років та старших — 88,9 чоловіків також старших 18 років.
Середній дохід на одне домашнє господарство  становив 70 076 доларів США (медіана — 58 000), а середній дохід на одну сім'ю — 84 933 долари (медіана — 80 156). За межею бідності перебувало 15,5 % осіб, у тому числі 15,1 % дітей у віці до 18 років та 7,5 % осіб у віці 65 років та старших.
Цивільне працевлаштоване населення становило 532 особи. Основні галузі зайнятості: роздрібна торгівля — 22,2 %, освіта, охорона здоров'я та соціальна допомога — 19,9 %, мистецтво, розваги та відпочинок — 10,3 %, науковці, спеціалісти, менеджери — 10,0 %.